# Công đồng Constantinopolis I
Công đồng Constantinopolis đầu tiên được công nhận là Công đồng chung thứ hai của Cảnh giáo, Chính thống giáo Cổ Đông phương, Chính thống giáo Đông Phương, Công giáo Rôma, Công giáo Cổ, Anh giáo, và một số nhóm Kitô giáo Tây phương khác. Đây là công đồng đại kết đầu tiên được tổ chức tại Constantinopolis và được triệu tập bởi hoàng đế Theodosius I. Công đồng này tái khẳng định Tín điều Nicea, khẳng định thần tính đích thực của Chúa Kitô và lên án những tư tưởng của lạc giáo Arian diễn ra ở Nhà thờ Hagia Irene từ tháng năm - tháng bảy năm 381.
Giáo hoàng Đamasô I có thể không được mời hoặc đã từ chối tham dự, do đó công đồng này đôi khi được gọi là công đồng "unecumenical" (phi phổ quát, phi đại kết). Tuy nhiên, nó đã được khẳng định là công đồng đại kết tại Công đồng Chalcedon (451).

## Bối cảnh

### Thần học
Công đồng Nicaea I năm 325 đã không kết thúc được cuộc tranh cãi Arian về Chúa Ba Ngôi. Nhiều vị Giám mục sau này quyết định rằng, giáo hội không thể dùng một chữ không có trong phúc âm (homoousios – đồng bản tính) để giải quyết vấn đề, do đó họ quyết định là Arius đúng. Năm 327, Hoàng đế Constantine I bắt đầu hối hận về những quyết định được đưa ra tại công đồng Nicea. Dưới tác động của Eusebius thành Nicomedia, hoàng đế mở công đồng Tyro (335), ân xá cho Arius và chào đón ông quay trở lại.
Trái lại Công đồng Sardica (343) kết án Athanasius. Athanasius bị đi đày ở Trèves Hilariô, Eusebius thành Vercellis bị lưu đày ở Đông phương. Thế nhưng cả Athanasius và Eusebius trong những năm bị đày đã tiếp tục rao giảng cho nhiều giới về tầm quan trọng của vấn đề, sự nguy hiểm của lạc thuyết Arian.
Tại Rôma, Giáo hoàng đối lập Fêlix II đoạn quyền Giáo hoàng Libêrô đang ở chốn tù đày. Dưới áp lực, Libêrô đã kết án những ai dùng từ homoousios để truyền bá thuyết Sabellius (một Chúa với ba hình thức). Năm 359, hoàng đế thành công khi đưa ra công thức homoios: "Chúa Giêsu giống Chúa Cha theo như Kinh Thánh dạy".
Năm 361, tân hoàng đế Julianus (361-363) cho các Giám mục công giáo cũng như phái Arian đang bị lưu đày được trở về. Ở Tây phương, Hilarius (367) và Eusebius (370) đã thuyết phục được hàng giáo sĩ Gaulois và Ý trở về với tín điều của Công đồng Nicea. Trong khi đó, Athanasius cũng đạt được kết quả nơi hàng giáo sĩ Ai Cập và Palestina (qua công đồng Alexandria năm 362). Ngoại trừ phe Arian thuần túy, còn hầu hết đều nhìn nhận Công đồng Nicea.
Thế nhưng khi hoàng đế Valens (364-378) lên cai trị đế quốc Đông phương, ông lại ủng hộ phe Arian. Ông ra lệnh đưa đi đày nhiều Giám mục. Lần thứ hai Athanasius phải rời khỏi Alexandria trong gần một năm.
Ba giáo phụ xứ Cappadocia là Basilius (379), Gregori Nazianzen (390) và Gregori Nyssen (395) cũng tuyên bố trung thành với công đồng Nicea nhưng tìm ra một lối trình bày mới cho tín điều Chúa Ba Ngôi. Trước đó có hai luồng quan điểm. Một là nhấn mạnh về Bản tính duy nhất (una ousia) tin rằng không có sự khác biệt về Bản tính trong Ba Ngôi. Hai là nhấn mạnh vào sự phân biệt Ngôi vị (treis hypostases).
Các giáo phụ xứ Cappadocia đưa ra quan điểm: Thiên Chúa Ba Ngôi vị (treis hypostases), nhưng Ba Ngôi đồng (cùng một) Bản tính (una ousia). Điều này vừa chống lại chủ trương của phe Arian: "Chúa Con khác Chúa Cha về Bản tính", vừa chống lại lạc thuyết Sabellius: "Chúa Cha và Chúa Con cùng một Ngôi vị".
Lạc giáo về Chúa Thánh Thần. Họ chủ trương Chúa Thánh Thần chỉ là một tạo vật như Chúa Con và còn kém hơn. Từ năm 360, đã có một số Giám mục phe Arian đưa ra chủ trương này. Với sự đỡ đầu của Macedonius Giám mục Constantinopoli, và Marathon Giám mục Nicomedia, thuyết này mở rộng khá mạnh.
Dựa vào câu "Lời đã thành xác phàm" (Logos-sarx egeneto) trong Tin Mừng Gioan 1,14, Apollinaire, Giám mục Laodicea cho rằng Ngôi Lời đảm nhận một bản tính nhân loại không có linh hồn. Đức Kitô là Ngôi Lời thần linh nhập thể. Là một con người thiên thai, Đức Kitô sử dụng thân xác như một dụng cụ. Nhiều Thượng Hội đồng địa phương, nhiều giáo phụ như Epiphane, Gregoire de Nysse, Gregoire de Nazianze chống lại ông.
Thời gian này cũng nổi lên chủ trương "nghiêm trị" của giám nục Lucifer thành Cagliari: không tha thứ những người đã xúc phạm đến Chúa, những người đã sa ngã tại Rimini phải rửa tội lại. Nhưng Athanasius, tại công đồng Alexandria (362), tuyên bố: "Chỉ đòi họ thành thật bỏ lạc thuyết" mà không phải rửa tội lại.

## Công đồng

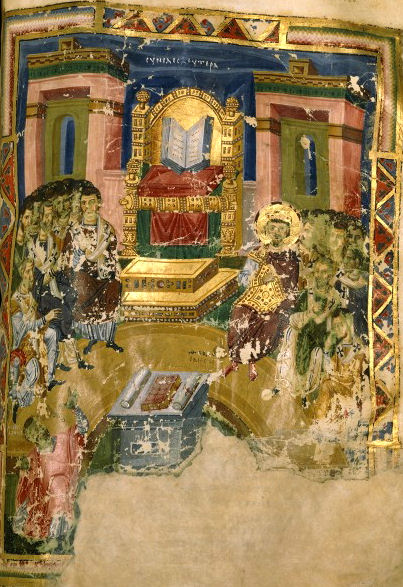
Công đồng đại kết Constantinople (381) trích trong Bài giảng của Grégory de Nazianzus (BNF MS grec 510), folio 355.

### Triệu tập và chủ tọa
Năm 381, hoàng đế Theodosius I triệu tập công đồng Constantinopoli.
Công đồng gồm 150 Giám mục công giáo Đông phương và 36 Giám mục phe Macedonius. Trong những phiên họp đầu tiên, thấy con số của mình quá ít, các Giám mục phe Macedonius đã rút lui.
Công đồng đặt dưới quyền chủ tọa của ba vị liên tiếp: Giám mục Melecius thành Antiokia, Gregori Nazianzen Giám mục thành Constantinopoli, Giám mục Nectar. Không có đại diện nào của Giáo hoàng Đamasô I đến dự.

### Nội dung
Công đồng nhìn nhận giáo thuyết Nicea, và thêm vào bản Tuyên xưng đức tin của Nicea về Chúa Giêsu như sau: "Bởi phép Đức Chúa Thánh Thần, Người đã nhập thể trong lòng Trinh Nữ Maria, và đã làm Người. Người chịu đóng đinh vào thập giá vì chúng tôi, chịu khổ hình và mai táng thời Phongxiô Philatô".
Về Chúa Thánh Thần, công đồng thêm câu: "Tôi tin kính Đức Chúa Thánh Thần là Thiên Chúa, và là Đấng ban sự sống, Người bởi Đức Chúa Cha và Đức Chúa Con mà ra. Người cùng được phụng thờ và tôn vinh với Đức Chúa Cha và Đức Chúa Con. Người đã dùng các ngôn sứ mà phán dạy".
Về tổ chức giáo hội, công đồng theo quy định:
1. Các Giám mục "khu vực" không can thiệp vào những giáo hội không thuộc quyền mình, cũng không được gây bất ổn cho giáo hội đó, nhưng cứ theo luật, Giám mục Alexandria chỉ điều hành công việc ở Aicập, các Giám mục Đông phương thì chỉ điều hành công việc ở Đông phương; vẫn giữ những đặc quyền dành cho giáo hội Antiokia theo các điều khoản của công đồng Nicea; các Giám mục ở Tiểu Á chỉ điều hành công việc ở Pont, các vị ở Thrace thì lo việc của Thrace...
2. Giám mục Constantinople có quyền danh dự kế sau Giám mục Roma, vì thành phố này là Roma mới.

Công Đồng Constantinople cũng lên án lạc giáo của Apollinaire: "Chúng tôi không đồng ý với chủ trương Ngôi Lời đảm nhận một thân xác không có linh hồn, không có trí tuệ, vì biết chắc rằng Ngôi Lời Thiên Chúa trọn hảo từ muôn thuở, đã trở thành con người cách trọn vẹn vào thời sau cùng để cứu độ chúng ta" (Lá thư các Giám mục họp tại Constantinople gởi Giáo hoàng Đamasô I năm 382).

## Ảnh hưởng
Vì không xác định danh từ và quan niệm về vấn đề nhiệm xuất của Chúa Thánh Thần: bên Tây phương dùng công thức "a Patre Filioque procedit" (Bởi Đức Chúa Cha và Đức Chúa Con mà ra), còn bên Đông phương dùng: "a Patre per Filium procedit" (Bởi đức Chúa Cha qua đức Chúa Con mà ra). Sự khác biệt này sẽ đưa đến cuộc tranh luận sau này về vấn đề Filioque.
Các Giám mục Pháp và Bắc Ý cũng họp nhau tại Aquiléa truất phế các Giám mục theo Arian. Phe Arian biến dần, chỉ còn sót lại nơi dân German do Giám mục Wulfila phổ biến.